# ليو زهنغ
ليو زهنغ هو سياسي صيني، ولد في يناير 1929، وتوفي في 6 يونيو 2006. انتخب عضو مجلس الشعب الصيني ‏ خلال فترته النيابية ‏ وانتخب عضو اللجنة الوطنية لجمهورية الصين الشعبية ‏ خلال فترته النيابية ‏.